# Eden Aréna
Lo stadio Eden Aréna, noto anche come Synot Tip Aréna, è uno stadio di calcio a Praga, nella Repubblica Ceca, che ospita le partite casalinghe dello Slavia Praga e della nazionale di calcio della Repubblica Ceca.
Lo stadio ha una capacità di circa 21 100 spettatori ed è il più moderno stadio di calcio della Repubblica Ceca.

## Storia
Agli inizi del 1950, lo Slavia fu costretto a lasciare il suo stadio a Letná e venne costruito un nuovo stadio nel distretto di Vršovice. Il nuovo impianto, denominato Stadion Eden, aveva una capacità di circa 50 000 spettatori, soprattutto in piedi e la tribuna occidentale in legno ereditata dal vecchio stadio di Letná, mentre le altre gradinate erano in cemento. Lo stadio era dotato anche una pista di atletica. Il primo incontro disputato dallo Slavia Praga in questo stadio ha avuto luogo il 27 settembre 1953, disputato contro la squadra del Křídla Olomouc è terminato con il risultato di 1-1 con Josef Bican autore del gol della squadra di casa.

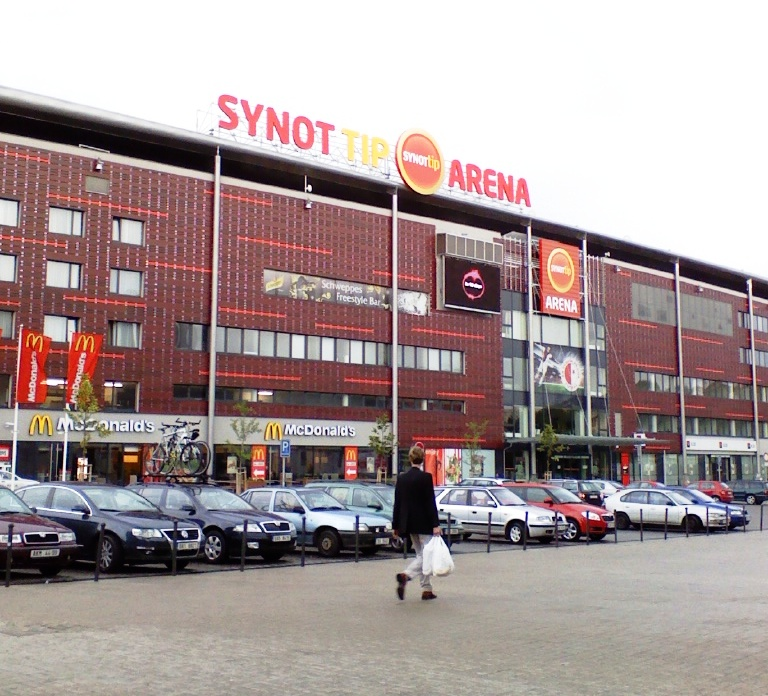
Esterno dello stadio

Negli anni settanta, poiché lo Stadio Eden non forniva sufficiente comodità per gli spettatori venne avviata la progettazione di un nuovo stadio da costruire nello stesso luogo dopo l'abbattimento del vecchio stadio. Tuttavia, sotto il regime comunista, la pianificazione andò molto lentamente. Vennero presentati vari progetti e la costruzione venne finalmente avviata nel 1990, dopo che nel 1989, quando era stata abbattuta la gradinata est, lo Slavia si era trasferito temporaneamente per le sue partite casalinghe nel vicino stadio Ďolíček, che al tempo era il terreno di gioco della squadra del Bohemians Praga. Il rovesciamento del regime comunista in seguito alla rivoluzione di velluto ritardò la realizzazione del nuovo impianto e nel frattempo lo Slavia si trasferì allo Stadion Evžena Rošického nel complesso sportivo di Strahov a ovest della collina di Petřín. L'impianto era sufficientemente grande, ma scomodo e poco accessibile.
Nei primi anni novanta, la costruzione era stata annullata e lo Slavia si trasferì nuovamente allo Stadio Eden, in cui una tribuna temporanea aveva sostituito la gradinata orientale abbattuta nel 1989, ma era chiaro che lo Slavia aveva bisogno di un nuovo stadio. Vennero presentati numerosi progetti, ma lo Slavia non è riuscito a raccogliere fondi sufficienti per la realizzazione e inoltre si sono presentati alcuni problemi legali, come quelli relativi ai terreni, che erano di proprietà statale e per la cui acquisizione fu necessario un grande sforzo economico.
Nel 2000, lo stadio venne dichiarato non agibile e lo Slavia fu costretto a spostarsi nuovamente a Strahov.

### Il nuovo Stadio Eden

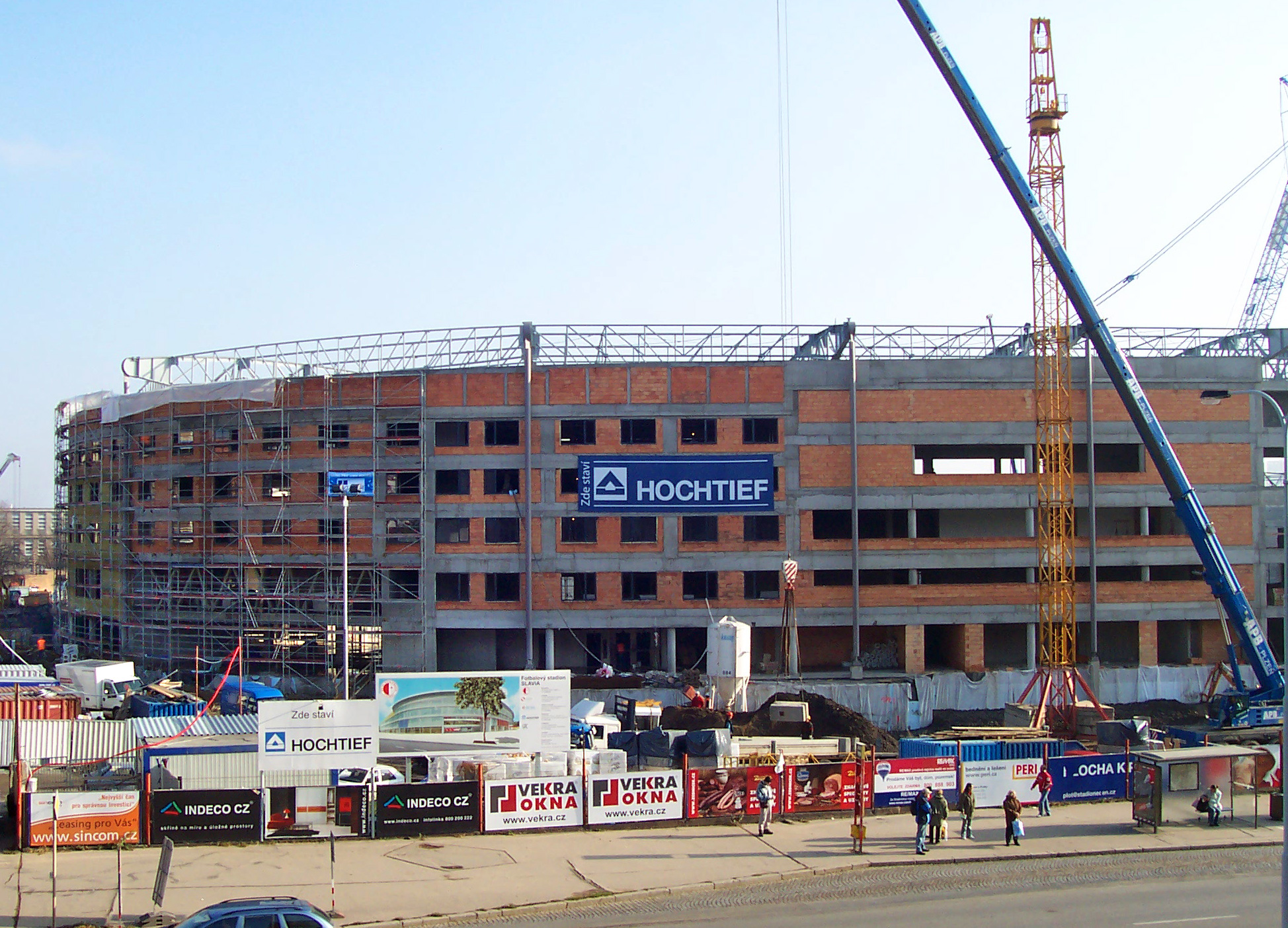
Lo Stadio Eden dall'esterno durante la costruzione

Il progetto definitivo del nuovo stadio venne nuovamente presentato, ma la costruzione non venne iniziata. Nel dicembre 2003 il vecchio stadio Eden venne abbattuto e lo Slavia annunciò che il nuovo stadio sarebbe stato aperto il 19 ottobre 2005, ma a quella data la costruzione non era ancora iniziata e sarebbe dovuto trascorrere un altro anno perché iniziasse. Il progetto venne ridimensionato per abbassare i costi di costruzione da 1,8 miliardi di corone ceche a meno di 1 miliardo di Corone. La costruzione venne finalmente avviata il 15 settembre 2006 e lo stadio inaugurato il 7 maggio 2008 da un incontro tra una rappresentativa di vecchie glorie dello Slavia e una rappresentativa di studenti dell'Università di Oxford, terminato con il risultato di 5-0 per le vecchie glorie dello Slavia, tra cui ex-calciatori del calibro di Pavel Kuka, Patrik Berger e Jan Suchopárek. Il primo incontro ufficiale venne disputato il 17 maggio 2008 tra lo Slavia e lo Jablonec, in occasione dell'ultima giornata del campionato ceco e la partita, terminata con il risultato finale di 2-2, permise allo Slavia di assicurarsi il titolo della stagione 2007/08.
Lo stadio offre varie comodità, quali bar, un McDonald's, una banca e uffici vari e la tribuna nord dello stadio ospita un hotel e un fan shop; l'impianto inoltre è utilizzato occasionalmente oltre che per incontri di calcio, anche per altri eventi quali concerti e dal maggio 2008 ha ospitato concerti di vari gruppi musicali, tra cui Iron Maiden, Depeche Mode, R.E.M. e Metallica.
Nel 2015 lo stadio ha ospitato il Czech Bowl, finale del campionato ceco di football americano.
L'11 maggio 2022 la UEFA ha annunciato che la finale della Conference League 2022-2023 si svolgerà presso l'Eden Arena di Praga, che quindi ospiterà per la prima volta una finale di una competizione europea.

## Football americano
| Praga 20 luglio 2015, ore 19:00 XXII Czech Bowl | Prague Black Panthers | 52 – 13 (10-0 21-0 14-7 7-6) referto | Příbram Bobcats | Eden Aréna (4526 spett.)\| Arbitro: \| Rosíval \| |
| Arbitro:                                        | Rosíval               |                                      |                 |                                                   |